# 1528 Conrada
1528 Conrada este un asteroid din centura principală, descoperit pe 10 februarie 1940, de Karl Reinmuth.